# Thảm sát Goliad
Vụ thảm sát Goliad là một sự kiện xảy ra vào ngày 27 tháng 3 năm 1836 trong cuộc cách mạng Texas, trong đó gần 500 tù binh từ quân đội của Cộng hòa Texas bị quân đội Mexico giết hại tại thị trấn Goliad, bang Texas bao gồm cả chỉ huy James Fannin. Vụ thảm sát được thực hiện dưới sự chỉ huy của Tổng Tư lệnh và Tổng thống Mexico Antonio Lopez de Santa Anna. Mặc dù các cuộc biểu tình phản kháng của Tướng José de Urrea, vụ thảm sát được thực hiện bởi Trung tá José Nicolás de la Portilla.

## Bối cảnh
Sau khi Santa Anna biết được rằng lực lượng phiến quân Texas đang hướng về Matamoros, ông đã phái Tướng Urrea đến bắc Matamoros và sau đó đi dạo dọc theo bờ biển Texas để chặn những người Texas. Urrea đến Matamoros và làm việc để đảm bảo sự hợp tác từ cư dân địa phương vào ngày 31 tháng 1 năm 1836. [1] Trong khi đó, Sam Houston đã thuyết phục được tất cả 70 đến 100 người đàn ông và các nhà lãnh đạo của họ, Frank W. Johnson và James Grant, từ bỏ cuộc viễn chinh và bảo vệ các địa điểm ở Texas, chủ yếu là Goliad. Vào ngày 12 tháng 2 năm 1836, Đại tá James Fannin đã chiếm đa số những người đàn ông để bảo vệ Presidio La Bahía tại Goliad, mà ông đã đổi tên thành "Pháo đài Defiance".
Vào ngày 16 tháng 2 năm 1836, Urrea băng qua Rio Grande với 188 k cav binh và 205 binh lính. Ông đã tuyển dụng khoảng 200 tình nguyện viên của Tejano từ khu vực này, bao gồm một số người ủng hộ cựu chiến binh Texans, tham gia cùng ông.
Vào lúc 3 giờ sáng ngày 27 tháng 2 năm 1836, tuần tra của Urrea khiến Johnson ngạc nhiên và khoảng 45 người, bắt đầu trận San Patricio, nơi lực lượng Urrea giết chết 16 người và đưa 24 tù nhân. Johnson và bốn người khác đã trốn thoát trong bóng tối và gia nhập lại lệnh của Fannin tại Goliad, nơi họ kể lại câu chuyện, lần đầu tiên họ nói với họ tại một trang trại nơi họ trú ẩn sau khi trốn thoát, rằng tất cả các tù nhân đã bị hành quyết. Urrea đã đưa 18 tù nhân tới Matamoros nơi họ bị kết án tử hình nhưng sau đó được thả ra. [5] Tin tức này đã thuyết phục Fannin từ bỏ bất kỳ nỗ lực nào khác để gửi cứu trợ tới Alamo hoặc cố gắng bảo đảm nguồn cung cấp cần thiết ở Matagorda nhưng để chuẩn bị cho Presidio La Bahía tại Goliad để bảo vệ chống lại quân đội tiến bộ Mexico. [6]
Ngày 2 tháng 3, tại trận Agua Dulce, Grant đã bị giết, cũng như khoảng 20 người khác dưới sự chỉ huy của anh ta.
Vào ngày 6 tháng 3, lực lượng Mexico dưới Santa Anna đã tấn công Alamo và giết chết quân đội.
Ngày 14 tháng 3, Đại tá William Ward và 200 người, đã được gửi đến để giúp Thuyền trưởng Amon B. Hòn tá di tản Refugio, bị bao vây bởi lực lượng Urrea. Mặc dù Ward và những người đàn ông của ông đã chạy trốn đêm đó trong một trận mưa bão mù mịt, những người Mexico đã chiếm được một phần lực lượng của Ward và giết chết 18 người và chiếm được 31. [10]
KIng và một nhóm người đã bị hành quyết vào ngày 16 tháng 3 tại Refugio, nhưng khoảng 15 đến 18 tù nhân đã được diễu hành đến Goliad để phục vụ như thợ rèn hoặc thợ cơ khí.
Sau khi bắt được một trong những sứ giả của Fannin với các bản tin cho biết kế hoạch của ông ta sẽ đợi Goliad nhưng sau đó rút lui sau khi King và Ward trở lại, Urrea đã ra lệnh thực hiện 30 tù nhân mà ông ta quyết định là lính đánh thuê nhưng đã giải phóng hơn 20 người khác mà ông ta quyết định là người Mexico hoặc người thực dân Sẽ không bị cản trở bằng cách đưa các tù nhân theo sự tiến triển của ông về lực lượng của Fannin.
Vào ngày 19 tháng 3, Urrea đã nhanh chóng tiến lên và bao vây 300 người của quân đội Texian trên đồng cỏ mở, gần La Bahia (Goliad). Trận chiến Coleto kéo dài hai ngày xảy ra, với người Texas đang nắm giữ của họ vào ngày đầu tiên. Tuy nhiên, người Mê-hi-cô đã nhận được quân tiếp viện áp đảo và pháo binh hạng nặng. Trong tình trạng khó khăn nghiêm trọng này, Fannin và phần lớn những người đàn ông đã bỏ phiếu để đầu hàng lực lượng Texian vào ngày 20 tháng 3. Dẫn đến tin rằng họ sẽ được thả vào Hoa Kỳ, họ đã trở lại pháo đài tại Goliad, giờ là nhà tù của họ.
Albert Clinton Horton và công ty của ông đã hành động như những người bảo vệ trước và sau cho công ty của Fannin. Ngạc nhiên bởi một lực lượng Mexico quá khích, phần lớn bị đuổi đi và trốn thoát, nhưng 18 người bị bắt và đi về Goliad.
75 lính của William Parsons Miller và Tiểu đoàn Nashville bị bắt vào ngày 20 tháng 3 và tiến hành vào ngày 23 tháng 3. Họ bị giữ cách ly khỏi các tù nhân khác, vì họ đã được trang bị và không đầu hàng mà không cần đánh nhau.
Vào ngày 22 tháng 3, William Ward và Tiểu đoàn Georgia (80 người cộng với Phường) đầu hàng sau khi thoát khỏi trận Refugio. Khoảng 26 người đã được giữ lại ở Victoria như những người lao động, nhưng 55 trong số các tù nhân đã được diễu hành vào Goliad, vào ngày 25 tháng 3.

## Cuộc thảm sát
Người Mexico đã đưa người Texas trở lại Goliad, nơi họ bị giam ở tù ở Fort Defiance (Presidio La Bahia). Các Texans nghĩ rằng họ có thể sẽ được tự do trong một vài tuần. Urrea rời khỏi Goliad, để lại cho Đại tá José Nicolás de la Portilla chỉ huy. Urrea đã viết cho Santa Anna để xin ân xá cho những người Texas. Theo một nghị định được Quốc hội Mexico thông qua vào ngày 30 tháng 12 năm trước, những người nước ngoài có vũ trang tham gia chiến đấu sẽ bị đối xử như cướp biển và bị hành quyết. Urrea đã viết trong nhật ký rằng ông "... muốn trốn tránh những mệnh lệnh này càng nhiều càng tốt mà không ảnh hưởng đến trách nhiệm cá nhân của tôi." Santa Anna đã đáp lại lời cầu xin này bằng cách liên tục yêu cầu Urrea tuân theo luật pháp và hành quyết các tù nhân.
Anh ta cũng đã có một lệnh tương tự được gửi trực tiếp đến "Chỉ huy trưởng Bưu điện Goliad". Đơn đặt hàng này đã được Portilla nhận vào ngày 26 tháng 3, người quyết định rằng đó là bổn phận của mình phải tuân theo mặc dù đã nhận được lệnh đảo ngược từ Urrea sau đó cùng ngày.
Ngày hôm sau, ngày 27 tháng 3 năm 1836, Portilla có từ 425 đến 445 người Texas đã ra khỏi Pháo đài Defiance trong ba cột trên Đường Bexar, Đường San Patricio và Đường Victoria, giữa hai hàng quân của quân đội Mexico; Họ đã bị bắn trỏ điểm, những người sống sót đã bị đánh ngã và bị giết chết.
Bốn mươi người Texas không thể đi được. Ba mươi chín người đã bị giết trong pháo đài dưới sự chỉ đạo của Thuyền trưởng Carolino Huerta của tiểu đoàn Tres Villas, với Đại tá Garay cứu một người, Jack Shackelford. Fannin là người cuối cùng bị kết án, sau khi nhìn thấy những người đàn ông bị giết. Ở độ tuổi 32, anh ta bị quân đội Mexico bắt vào sân trước nhà nguyện, bịt mắt và ngồi trên ghế (do vết thương ở chân anh ta bị trúng đòn). Ông đã làm ba yêu cầu: rằng tài sản cá nhân của ông phải được gửi đến gia đình của ông, bị bắn trong tim, không phải là mặt, và được chôn cất theo Kitô giáo. [20] Những người lính lấy đồ đạc của mình, bắn vào mặt hắn, đốt xác cậu ta cùng với những người Texians khác chết ngày hôm đó.
Toàn bộ lực lượng của Tây Tạng đã bị giết, ngoại trừ 28 người đã giả vờ chết và trốn thoát. Trong số này có Herman Ehrenberg, người sau này đã viết bài viết về vụ thảm sát. Một người sống sót khác là William Lockhart Hunter.
Do sự can thiệp của Francita Alavez ("Angel of Goliad") và nỗ lực dũng cảm của Garay, 20 người khác đã được cứu sống để làm bác sĩ, phiên dịch hoặc công nhân, bao gồm Shackelford.
Cũng được tha là 75 lính của Miller và Tiểu đoàn Nashville. Sau đó chúng được truyền lại cho Matamoros.
Những người đàn ông bị tổn thương đã được ban cho những băng tay trắng, và trong khi mặc họ có thể đi bộ một cách tự do. Họ được khuyên không nên cởi bỏ băng tay, vì quân đội Mexico đang săn bắn cho những người đã trốn thoát khỏi Coleto, Victoria, và vụ thảm sát này. 

## Hậu quả

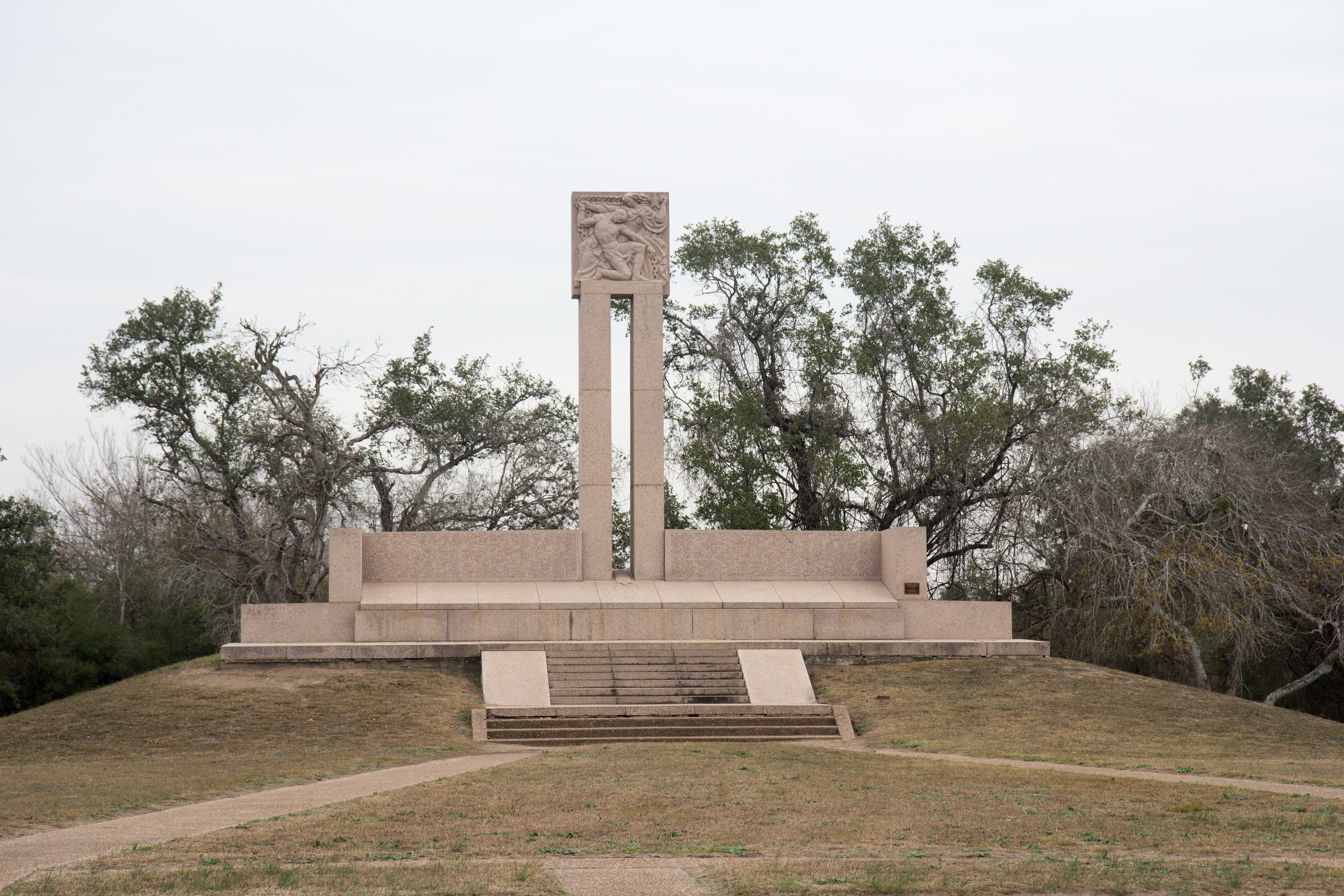
Bức tượng này đánh dấu vị trí mà người Texans từ vụ thảm sát Goliad cuối cùng bị chôn vùi.

Số lượng lớn các thương vong của binh lính người Texas trong Chiến dịch Goliad đã dẫn đến Goliad được gọi là "vụ thảm sát" bởi các lực lượng Texas-Mỹ và gây ra sự điên cuồng của chiếc Runaway Scrape.
Sau vụ hành quyết, thi thể người Texian bị đống và đốt. Tàn dư của chúng bị cháy ở bên ngoài, không bị chôn vùi, và tiếp xúc với sói và chó sói. Gần một tháng sau, có lời nói với La Bahia (Goliad) rằng Santa Anna đã bị đánh bại và đầu hàng trong khi cố gắng trốn chạy tại trận San Jacinto.
Tướng Thomas J. Rusk tìm thấy tàn tích của các nạn nhân thảm sát vào tháng 6 năm 1836 và ra lệnh cho một đám tang quân sự chính thức. Những tàn tích này được mai táng tại vị trí phía đông nam của Presidio la Bahia, nơi hiện nay tượng đài Fannin. Nơi ở của ngôi mộ đã bị lãng quên đến nhiều năm sau khi những mảnh xương người được một nhóm trẻ em phát hiện.
Năm 1938 tượng đài Fannin và những người của ông được dựng lên ở ngôi mộ [cần dẫn nguồn]

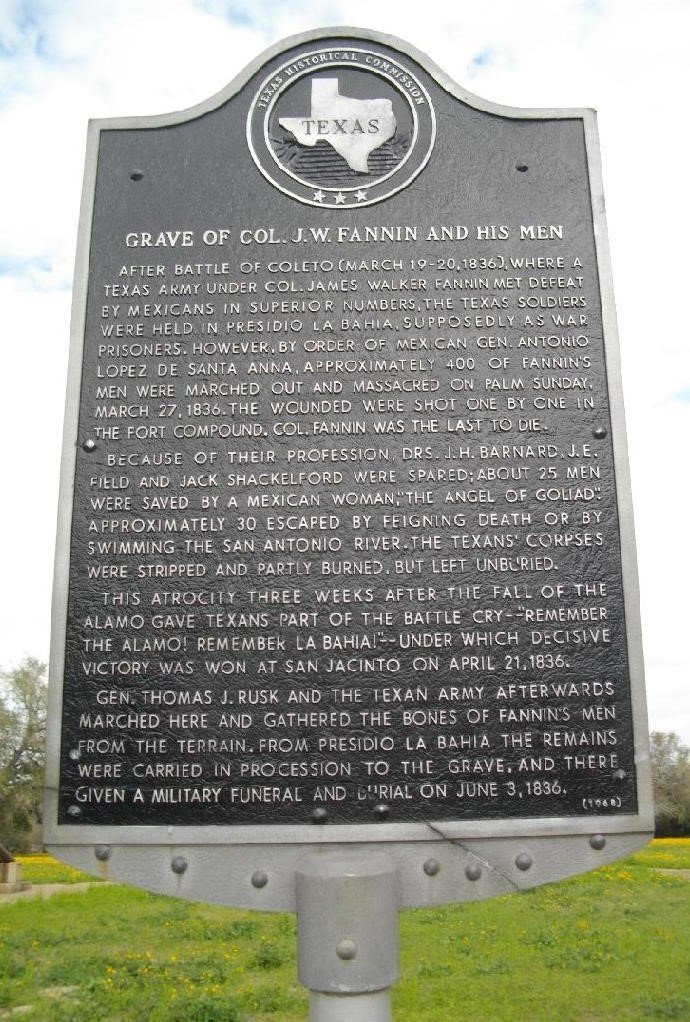
Dấu ấn lịch sử tại Đài tưởng niệm Fannin - La Bahia, Texas

Khu vực của ngôi mộ tập thể có tượng đài lớn được khắc tên của nạn nhân. 